# Corymbia ficifolia
Corymbia ficifolia is een groenblijvende boom uit de mirtefamilie (Myrtaceae). De soort komt van nature voor in het zuidwesten van West-Australië. Hij wordt tot 10 meter hoog. In Australië wordt de boom doorgaans de 'red flowering gum', 'Albany red flowering gum' of de 'Albany redgum' genoemd.

## Kenmerken
Corymbia ficifolia wordt tot 10 meter hoog. De boom is klein en wild opgeschoten.
De schors is ruw, schilferachtig, vezelachtig, bruin tot grijsbruin en vasthoudend.
De jonge blaadjes groeien tegenoverstaand in drie of vier paren. Ze zijn 6-12 × 2-6 cm groot, breed lancetvormig tot eirond, hebben borstelachtig haar en hangen aan stengels. De volwassen bladeren groeien verspreid. Ze zijn 7-14 × 3-5 cm groot, lancetvormig tot eirond, leerachtig, donkerder aan de bovenkant en hangen aan een stengel. De nervatuur is matig opvallend. De zijnerven liggen in een hoek van ongeveer 60° tot de middennerf.
De boom bloeit van december tot februari. Hij wordt gebruikt als sierboom. De knoppen zijn 15-20 × 8-10 mm groot en staan op slanke 20 tot 30 mm lange stengels. De bloem groeit op het einde van de tak in een tuil op tot 35 mm lange stengels. Ze bestaat uit een drie- tot zevenbloemig scherm. Het operculum is halfrond en twee tot drie keer korter dan de peervormige bloembodem.
De vrucht is 20-35 × 20-30 mm groot op een lange stengel. Ze is urn- tot eivormig, dik en houtachtig.
Het hout is licht van kleur.

## Habitat
De boom groeit van nature in het zuidwesten van West-Australië, ten zuidoosten van Perth, ten oosten van Mt Frankland en Walpole, rond Albany en in de Darling Scarp. Hij groeit langs de kust in gebieden met een zanderige ondergrond en redelijke neerslag.
De boom wordt gebruikt in de tuinbouw en komt veel voor in de koelere kustgebieden in Zuid-Australië. De boom wordt er langs straten aangeplant vanwege zijn kleurrijke bloemen die door mens, lorri en honingeter aantrekkelijk wordt bevonden.

## Taxonomie
De boom werd voor het eerst beschreven door Ferdinand von Mueller in 1860 als Eucalyptus ficifolia.
In 1934 werd de boom door Blakely beschreven als Eucalyptus ficifolia var. carmina. K.D.Hill en L.A.S.Johnson herclassificeerden de boom in 1995 als Corymbia ficifolia.
Corymbia ficifolia is moeilijk te onderscheiden van Corymbia calophylla.

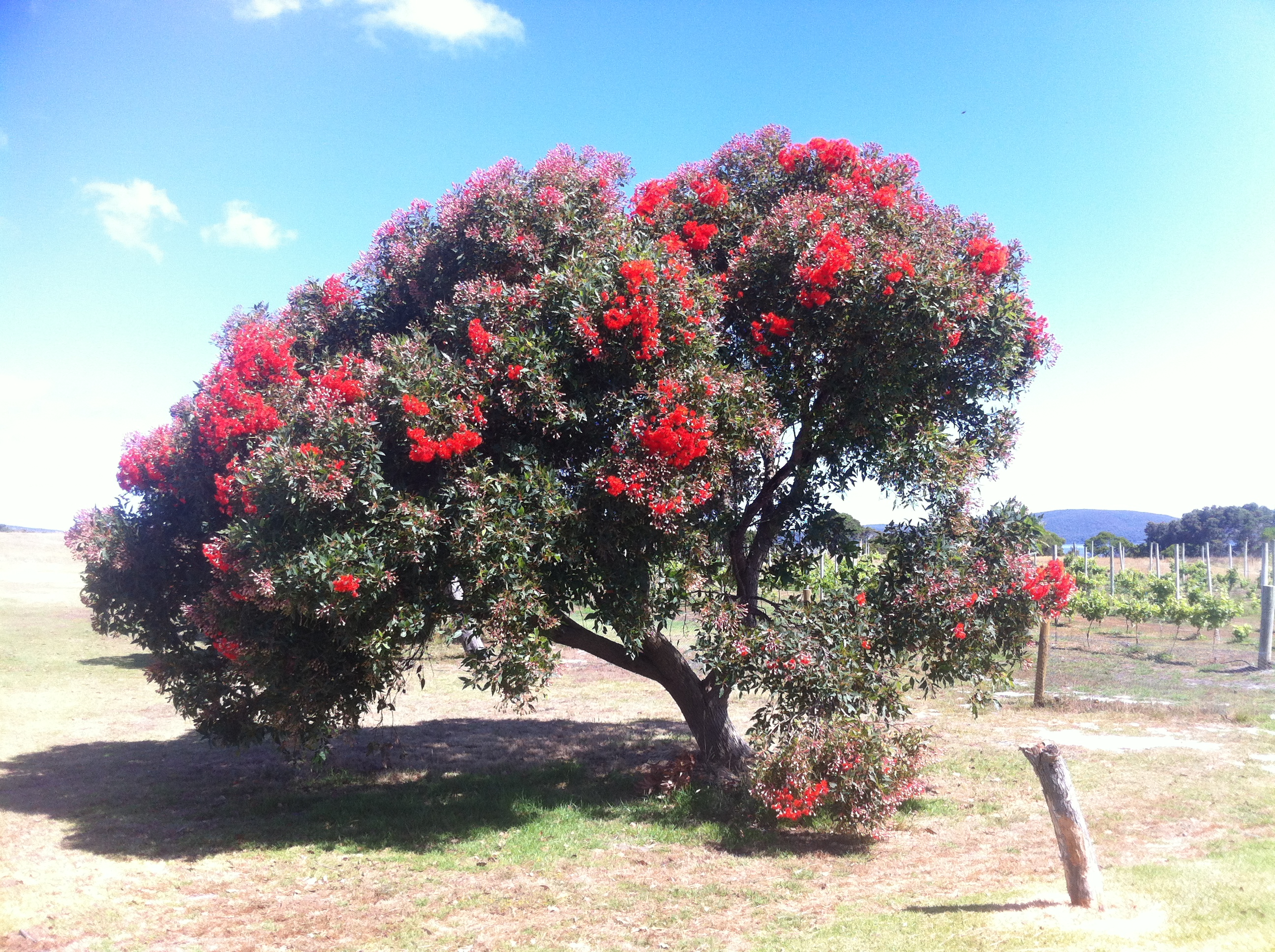
Corymbia ficifolia in Albany
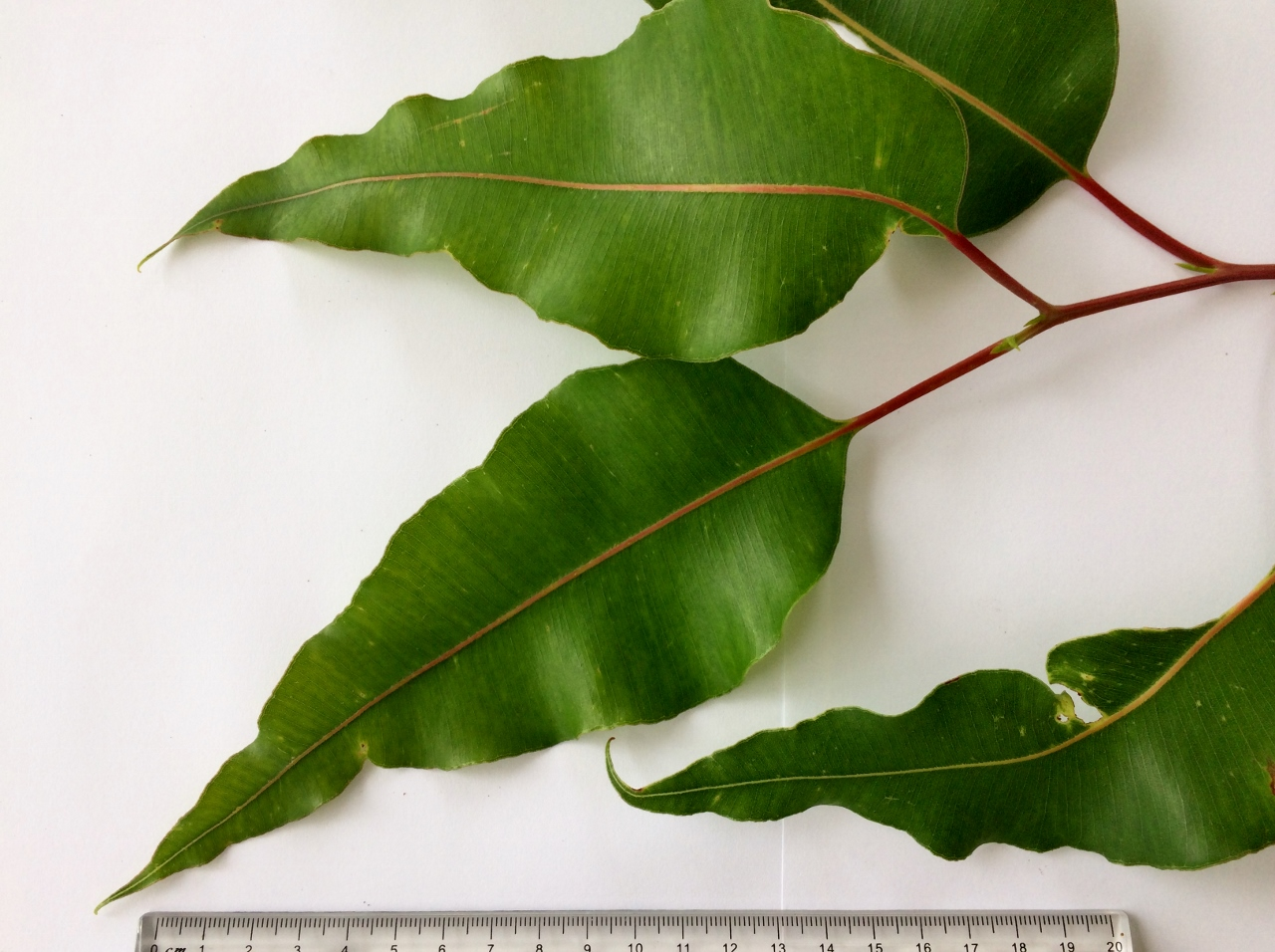
volwassen bladeren
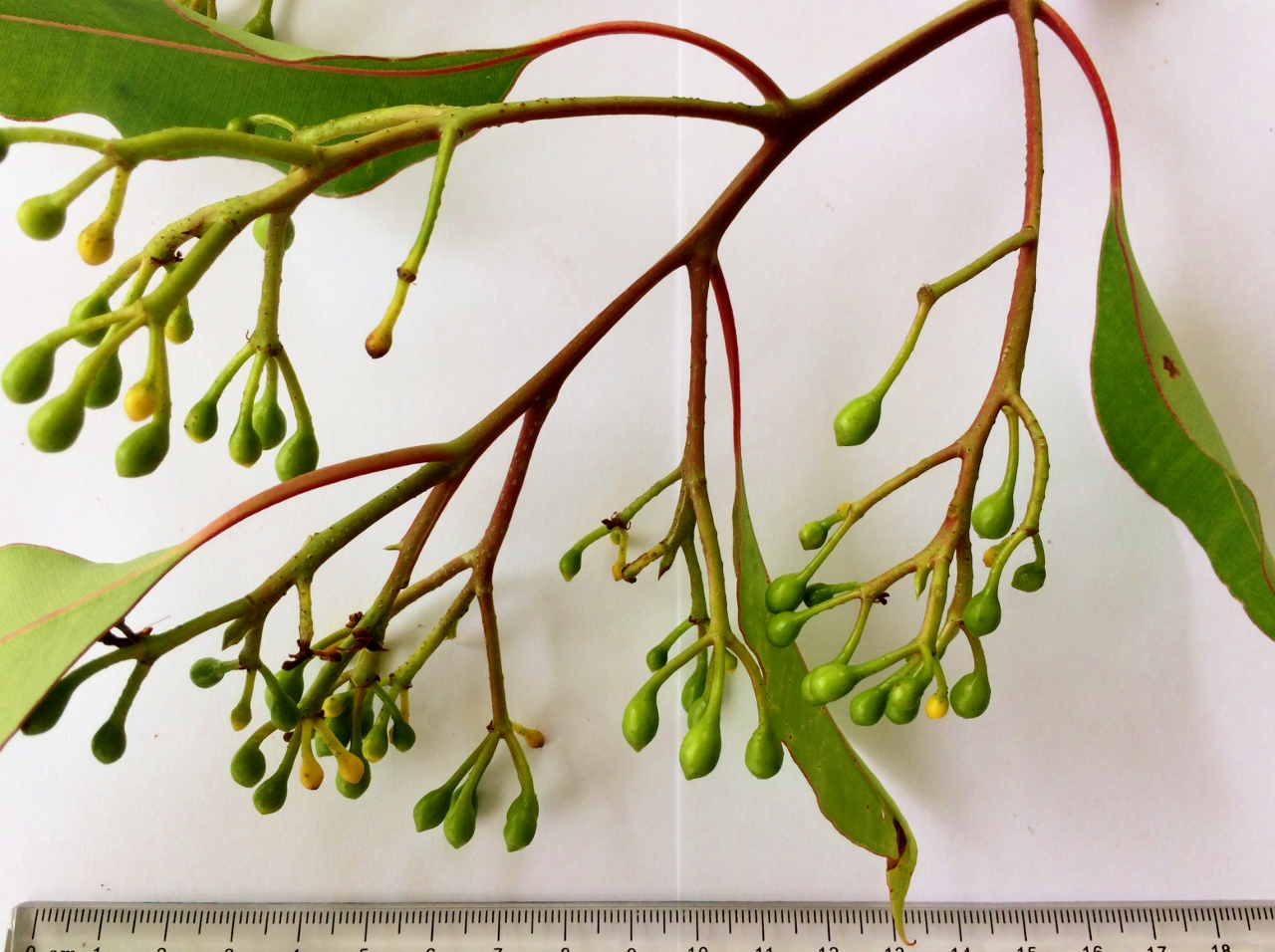
knoppen
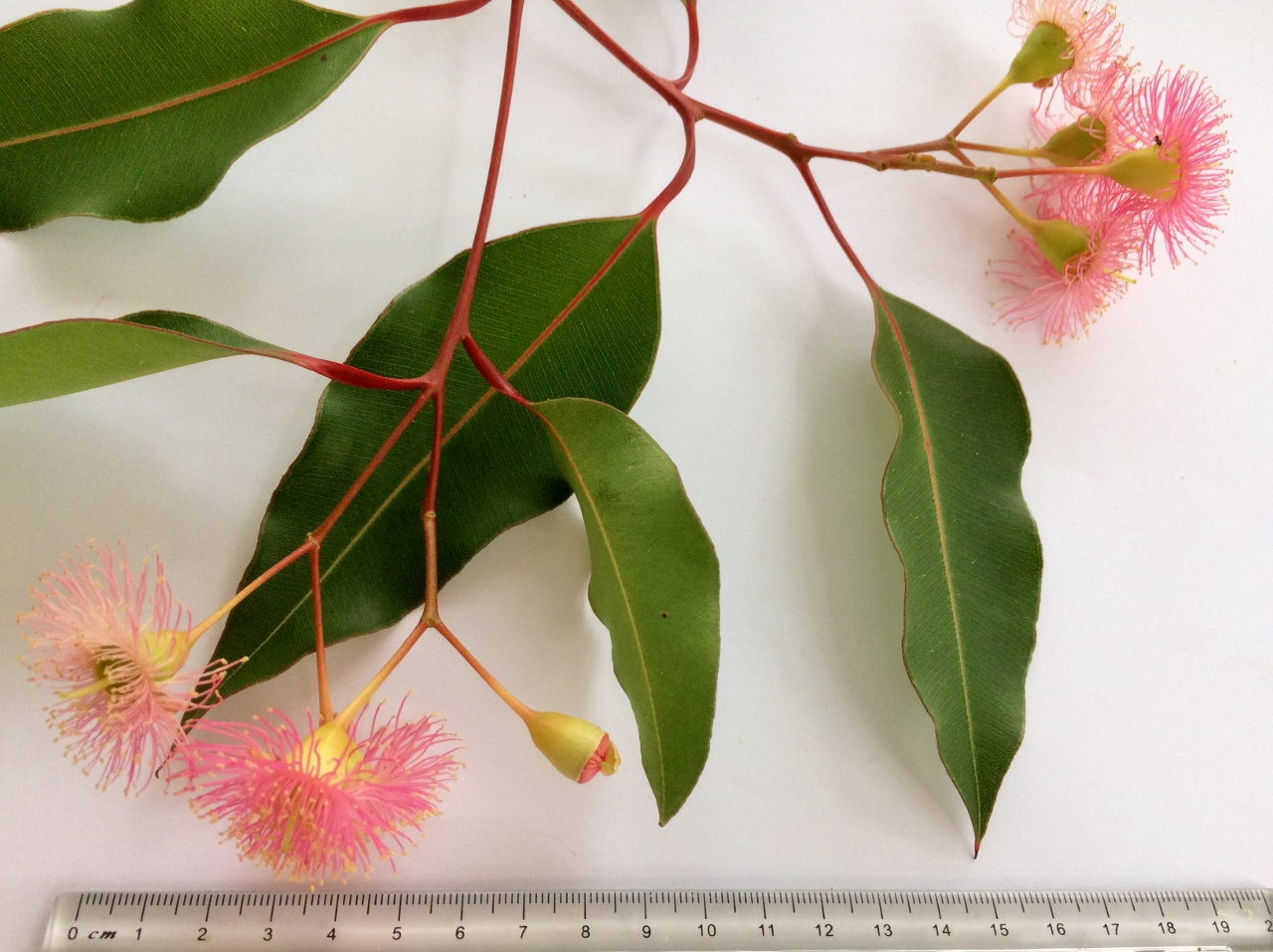
bloeigestel
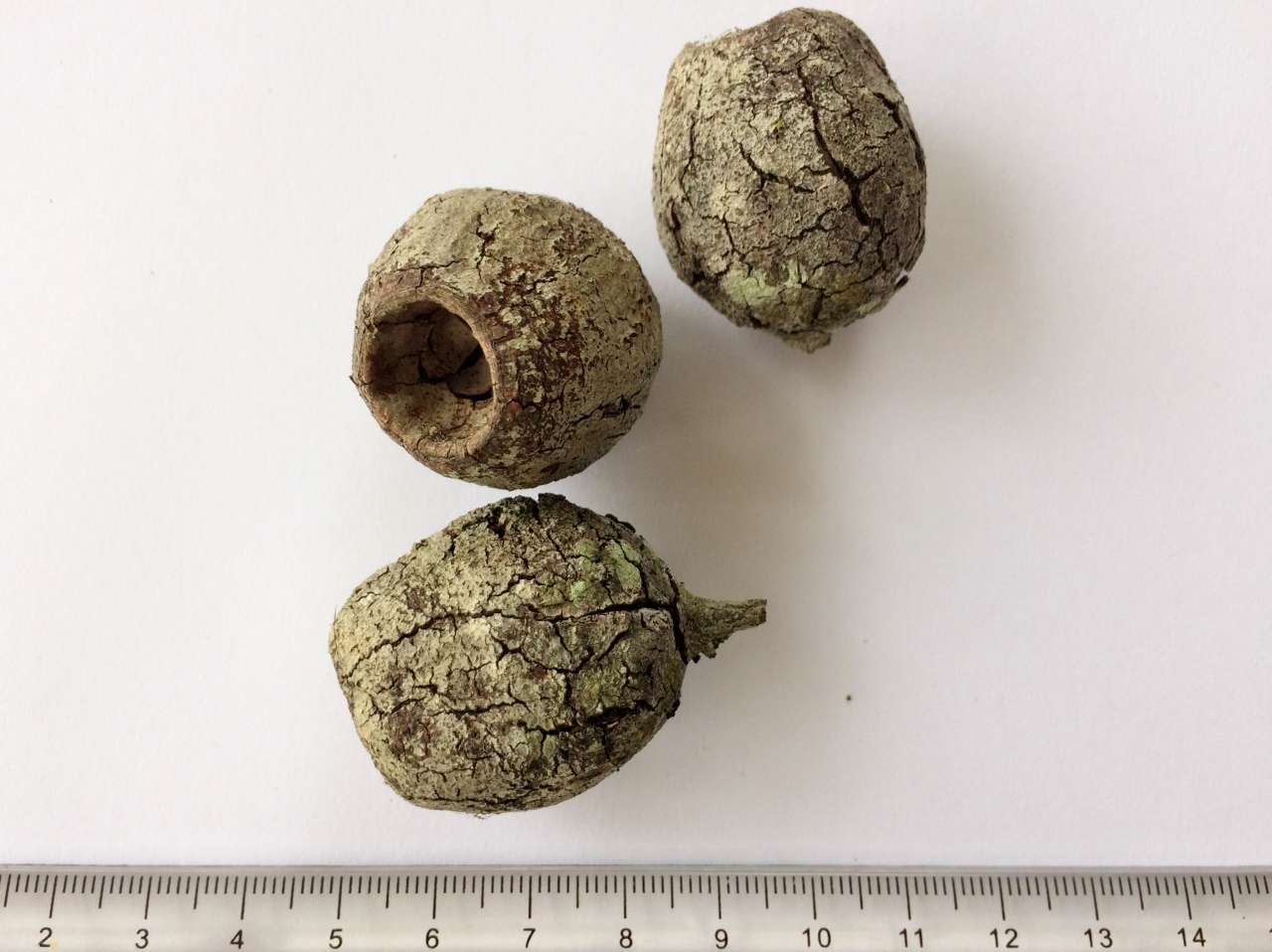
vrucht
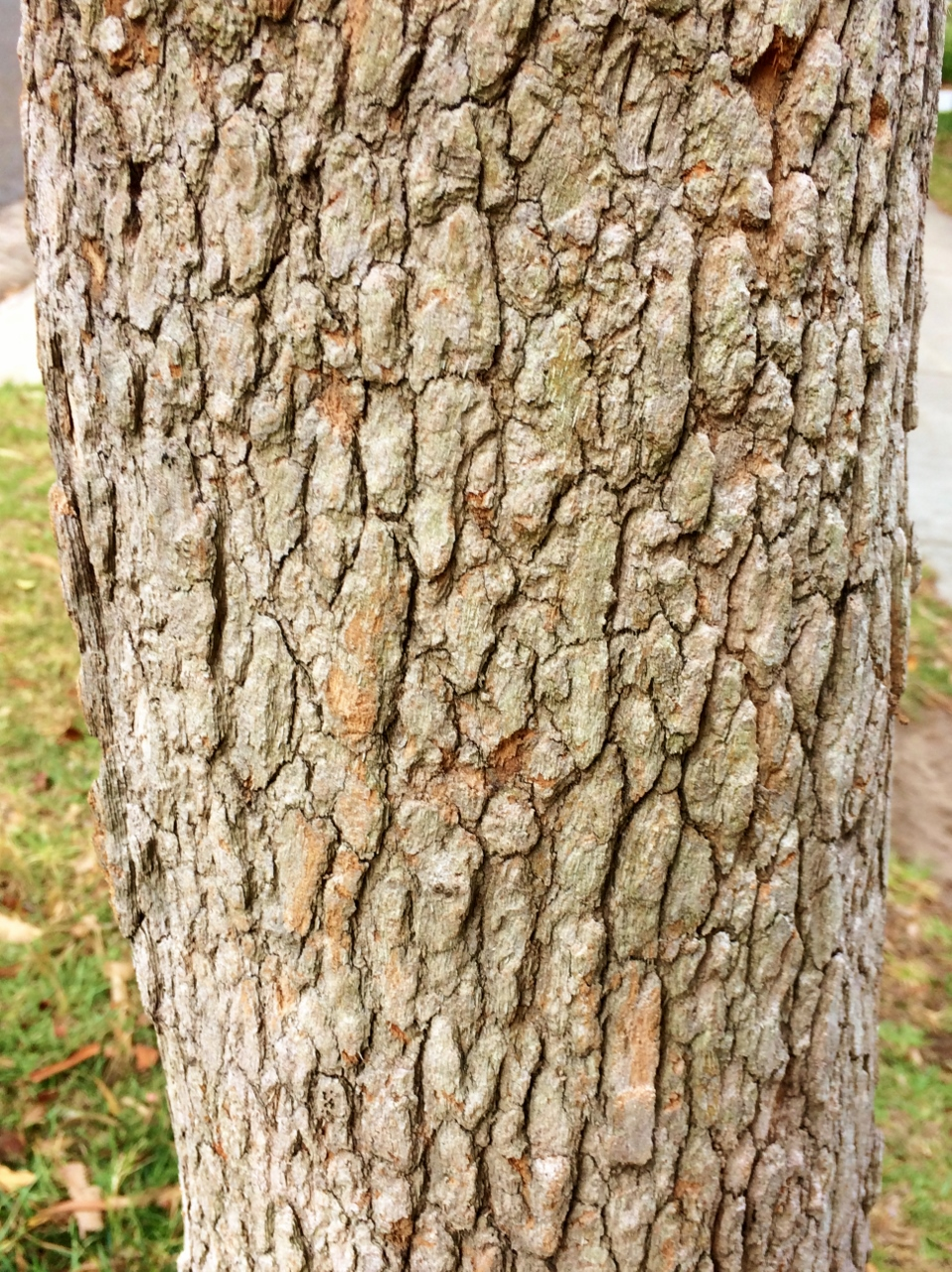
schors van de boomstam
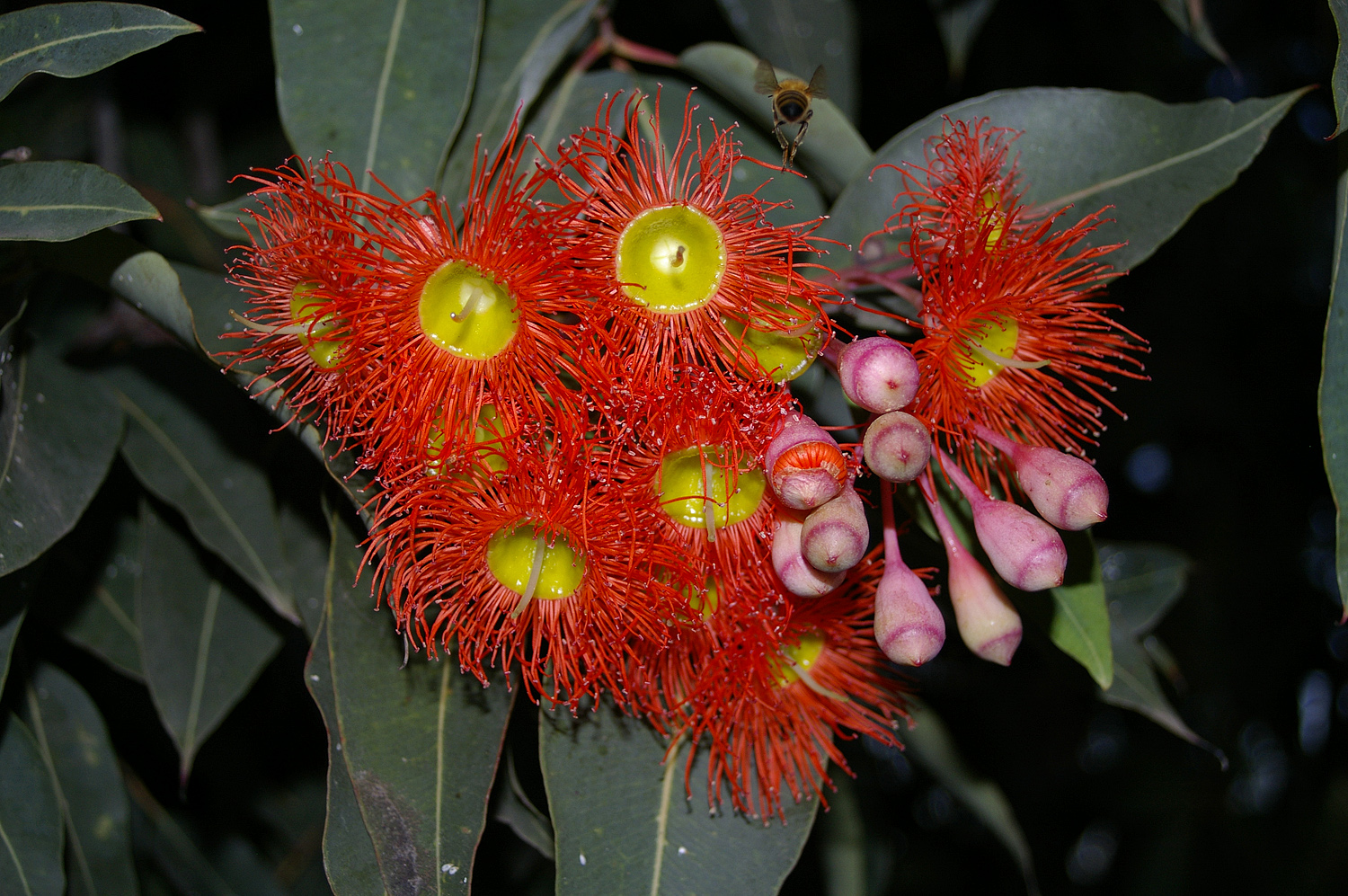
close-up van de bloem